# Савёлово (станция)
Савёлово — железнодорожная станция Октябрьской железной дороги в микрорайоне Савёлово города Кимры (ранее посёлке Савёлово) Тверской области на правом берегу реки Волги. Располагается на линии Москва — Сонково. Станция открыта в 1901 году. 
По населённому пункту (станции) получили название Савёловский вокзал в Москве и Савёловское направление Московской железной дороги.
Станция является стыковым пунктом между региональными филиалами РЖД: сама станция относится к Октябрьской, а ближайший в сторону Москвы остановочный пункт 124 км — к Московской железной дороге. Граница дорог находится на отметке 127,525 км на южной границе станции у входного светофора.

## История

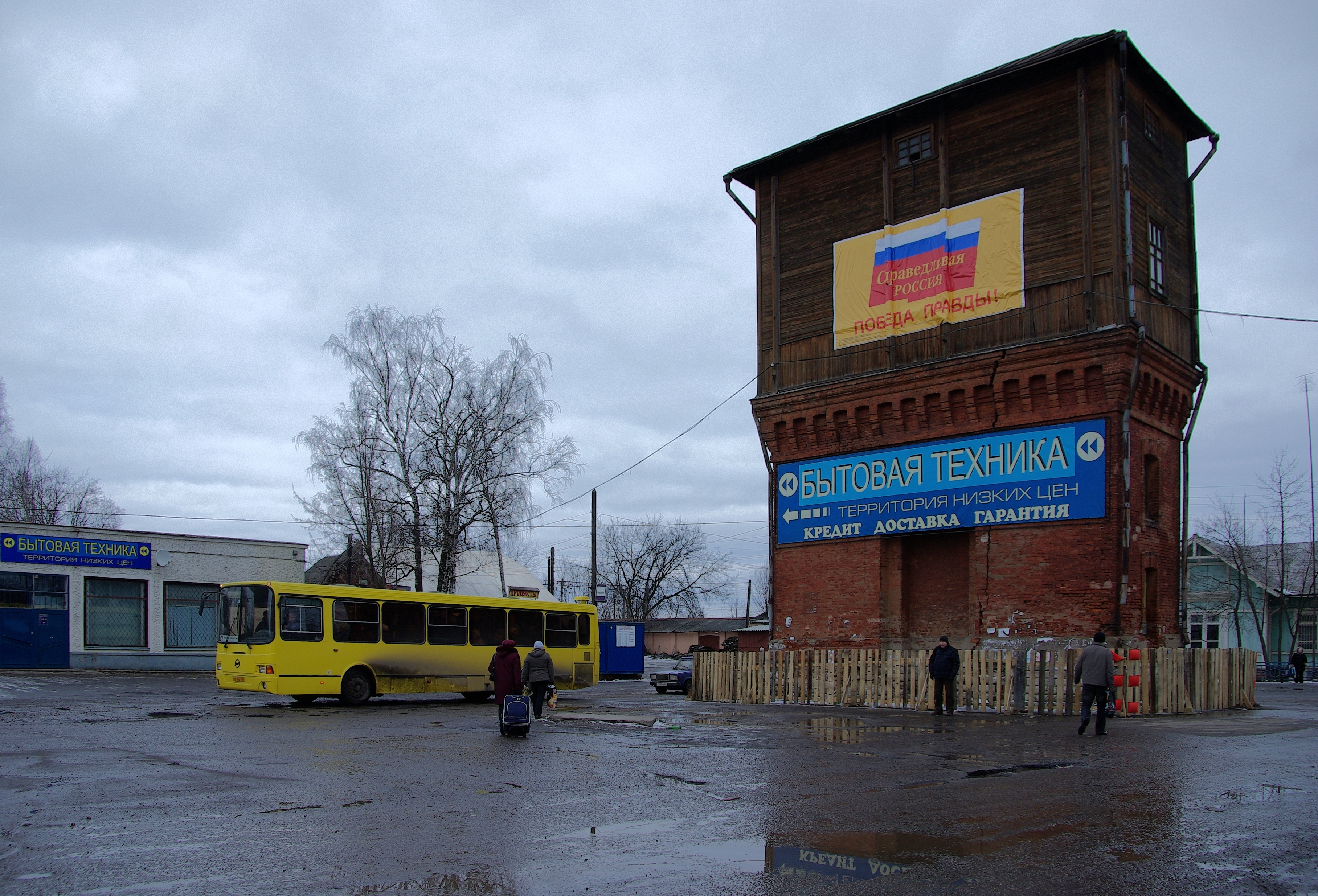
Водонапорная башня на станции Савёлово (снесена). 2008 год

В 1900 году была построена железная дорога Москва — Савёлово. В 1902 году были завершены станционные постройки станции Савёлово.
При строительстве линии станция Савёлово не должна быть конечной, планировался мост через Волгу до Кимр. Линия до Калязина была построена в 1920 году, после депо и сопутствующая инфраструктура на станции были разобраны. 
В 1978 году была электрифицирована ветка Вербилки — Савёлово.
В 2011 году здание водонапорной башни было снесено.

### Расширение станции
К 2025 году в рамках увеличения пропускной способности планируется запустить второй путь от Дмитрова до Савёлово в рамках переброски грузового потока Санкт-Петербург — Москва (Мга — Москва).
В августе 2019 году начались работы по модернизации станции Савёлово. На 2020 год были уложены заново 3 пути, установлены 18 стрелочных автоматических переводов, удлинены пути для остановки грузовых поездов длиной до 71 вагона. Позже были уложены ещё 6 путей, возведена дополнительная инфраструктура. 

## Инфраструктура
Входит в Московский центр организации работы железнодорожных станций ДЦС-1 Октябрьской дирекции управления движением. По объёму работы отнесена к 3 классу.
Ведётся приёмка и выгрузка грузов подъездных путях и местах необщего пользования и допускаемых к хранению на открытых площадках мест общего пользования. Осуществляется приёмка и выгрузка грузов из вагонов для хранения в крытых помещениях. Также ведётся продажа билетов на пассажирские поезда.
На станции заканчивается электрифицированный постоянным током участок Москва — Савёлово, далее дорога однопутная неэлектрифицированная. Дорога в сторону Москвы до Дмитрова также однопутная.
На станции расположены две пассажирские платформы. Это одна боковая низкая платформа и отдельная островная высокая платформа, расположенная со стороны Москвы, на которую прибывают электропоезда маршрута Москва-Савёловская — Савёлово.

## Движение
Самый дальний конечный пункт для пригородных электропоездов, следующих от Москвы по Савёловскому направлению МЖД, а также конечный пункт пригородных поездов на тепловозной тяге из/на Сонково, Углич и далее. На станции также останавливаются поезда дальнего следования, соединяющие Москву и Рыбинск.
Время движения от Савёловского вокзала со всеми остановками — 2 часа 35 минут.

## Общественный транспорт
| №   | Конечная остановка 1 | Промежуточные остановки | Конечная остановка 2 |
| --- | -------------------- | ----------------------- | -------------------- |
| 6   | посёлок Южный        | -                       | Микрорайон           |
| 7   | ж/д станция Савёлово | -                       | автостанция Кимры    |
| 10  | посёлок Южный        | -                       | ГАТП                 |
| 14  | посёлок Южный        | -                       | Подсобное хоз-во     |
| 16  | посёлок Южный        | -                       | ЦРБ                  |
| 17  | посёлок Южный        | -                       | ул. Кленовая         |
| 111 | ж/д станция Савёлово | -                       | ж/д станция Дубна    |
| 279 | ж/д станция Савёлово | -                       | Белый Городок        |
| 280 | ж/д станция Савёлово | -                       | Селище               |
| 285 | ж/д станция Савёлово | Белый Городок           | посёлок Приволжский  |
| 520 | ж/д станция Савёлово | Максимцево              | Тверь                |

## Фотографии

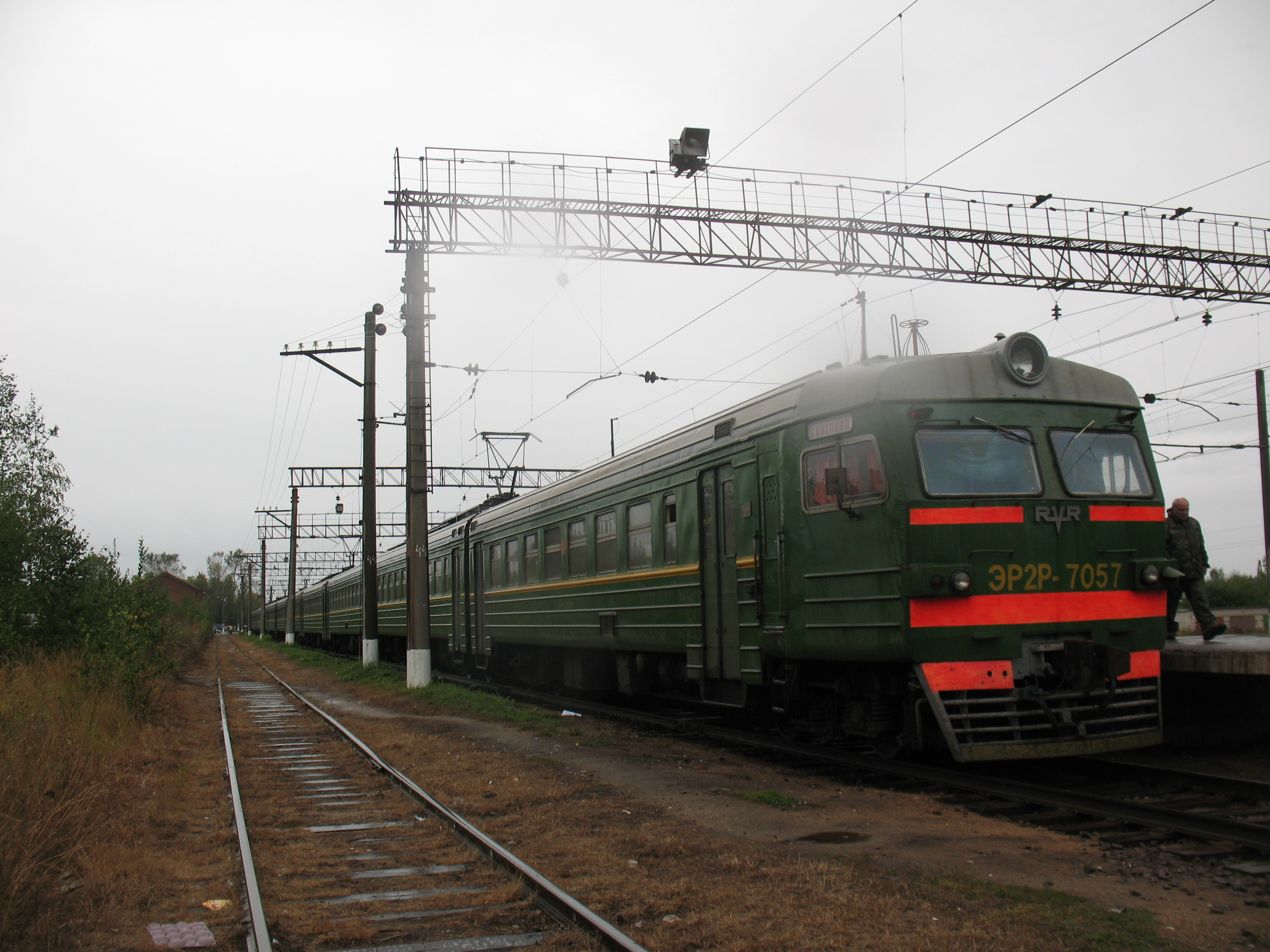
Электричка на пассажирской платформе (2007)
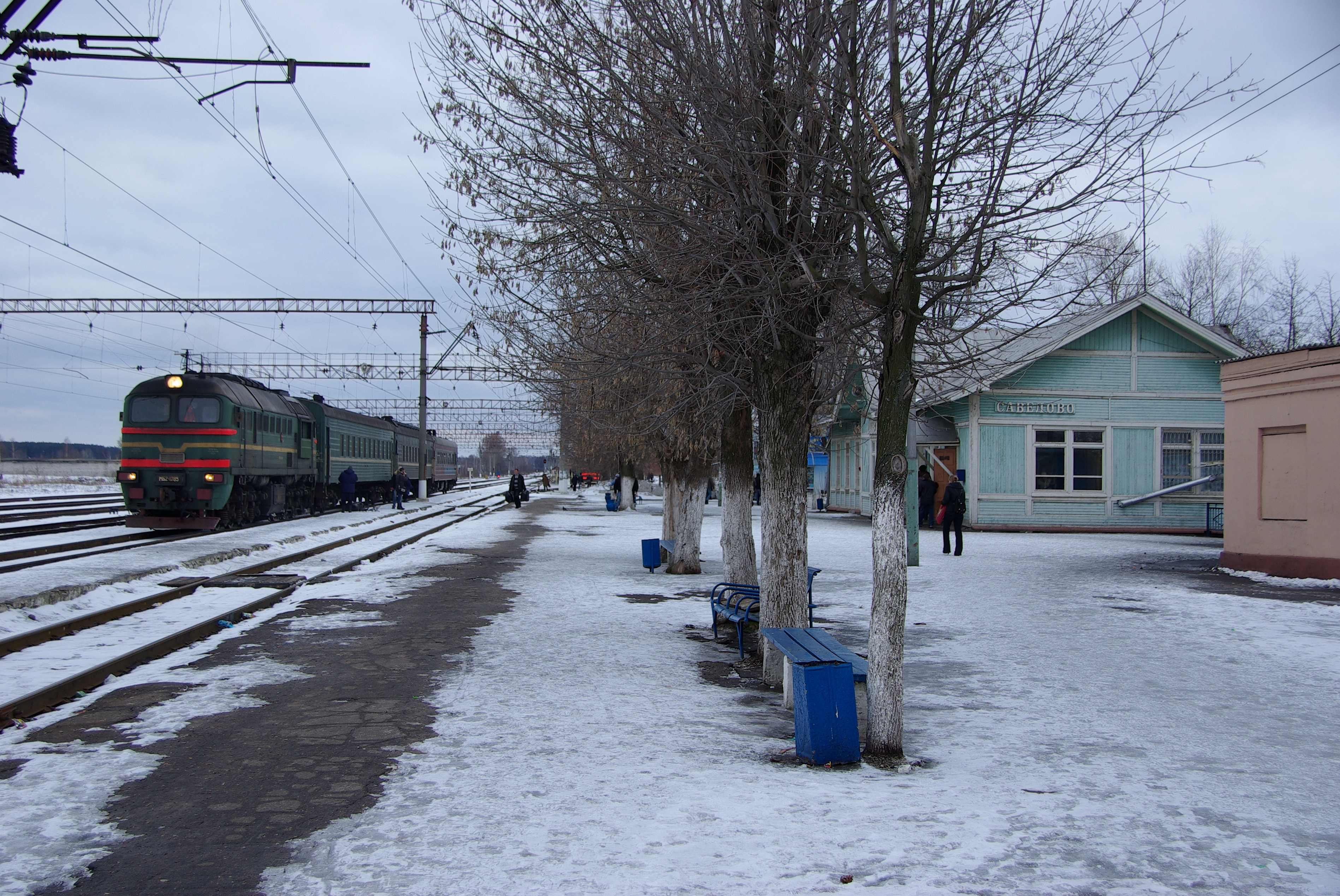
Поезд на станции до реконструкции. Деревянный вокзал «Савёлово» (2008)
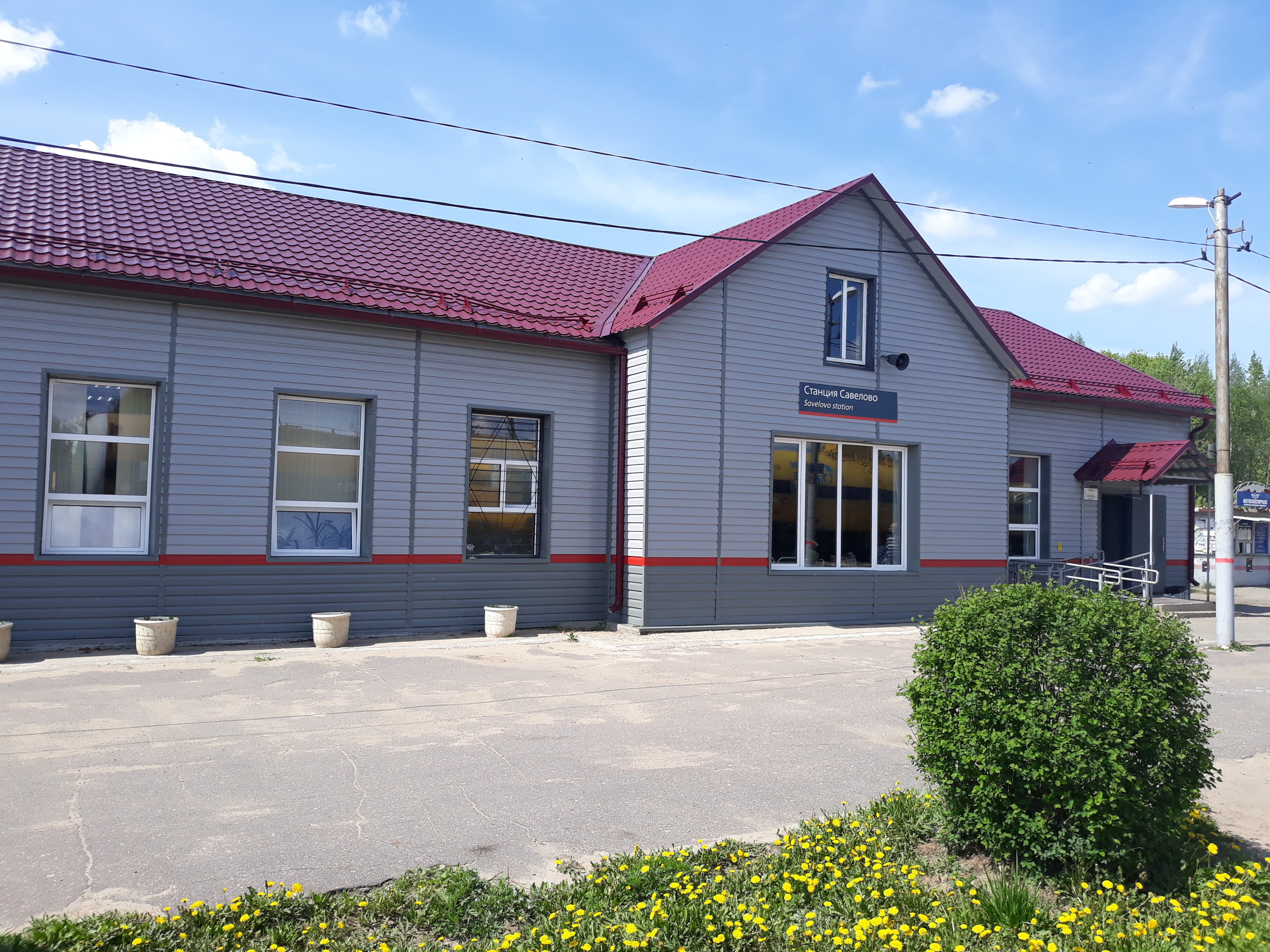
Железнодорожный вокзал в 2019 году после обшивки сайдингом
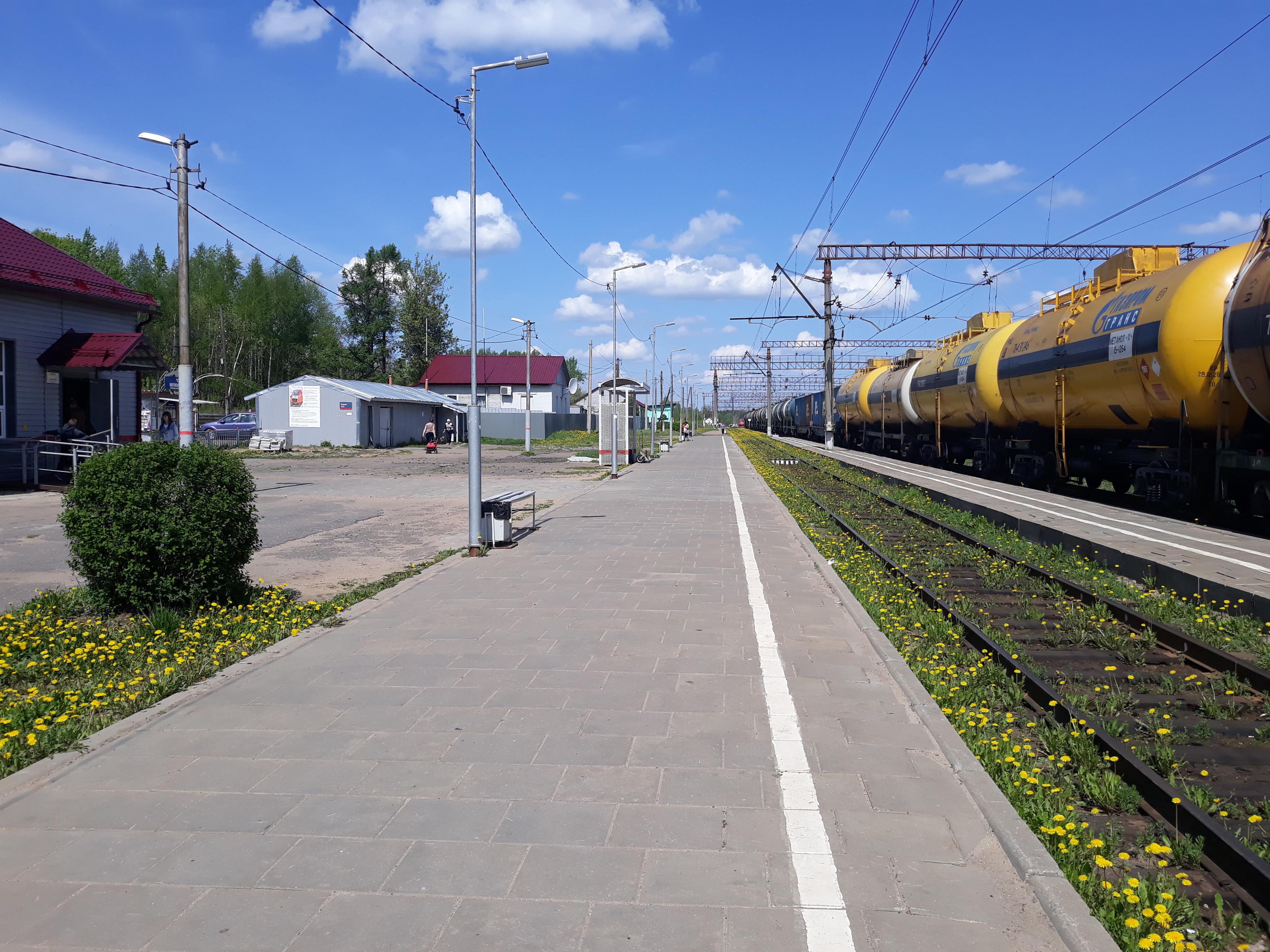
Низкая платформа в сторону Сонкова, Кашина, Углича и др. (2019)
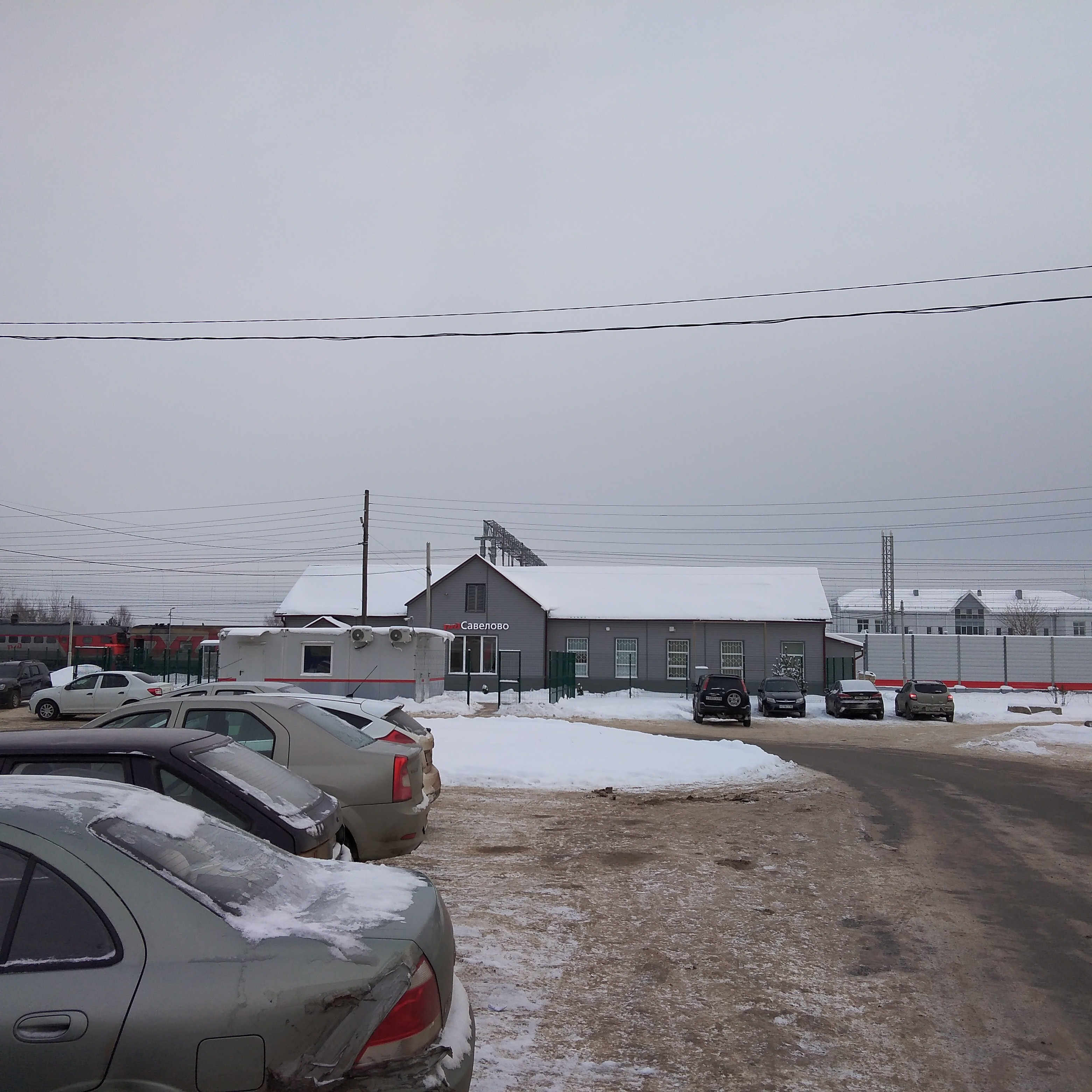
Привокзальная площадь (улица Туполева) станции Савёлово (2023)

- Утренний электропоезд из Москвы. Архивировано 11 апреля 2013 года.